# Pinkpop 2016
Pinkpop 2016 vond niet met Pinksteren plaats, maar 4 weken later van vrijdag 10 tot en met zondag 12 juni. Het was de 47e editie van het Nederlands muziekfestival Pinkpop en de 29e editie in Landgraaf.

## Pinksteren
De naam Pinkpop is afgeleid van de namen Pinksteren en Popmuziek. Alle edities t/m 2007 vonden ook plaats tijdens Pinksteren, maar er werd daarna van afgeweken in 2008, 2010, 2013, 2015 en 2016.

## Perspresentatie
De bekendmaking van het complete programma vond plaats tijdens de traditionele perspresentatie in poptempel Paradiso te Amsterdam op woensdag 17 februari 2016. De kaartverkoop startte op zaterdag 20 februari 2016.

## Schema
Hieronder een overzicht van de bands die in 2016 op Pinkpop staan. De hoofdacts van elke dag zijn vetgedrukt.
| Datum       | Podia                                                                | Podia                                                           | Podia                                                          | Podia                                                                               | Podia          |
| Datum       | Mainstage (Zuid)                                                     | 3FMstage (Noord)                                                | Brand Bier Stage (Zuid West)                                   | Stage 4 (West)                                                                      | Garden of love |
| ----------- | -------------------------------------------------------------------- | --------------------------------------------------------------- | -------------------------------------------------------------- | ----------------------------------------------------------------------------------- | -------------- |
| vr. 10 juni | The Common Linnets Bastille James Bay Red Hot Chili Peppers          | Gary Clark Jr. Years & Years Major Lazer                        | Storksky Bear's Den De Staat                                   | The Struts One OK Rock Skip&Die (DJ-set) & Friends                                  | Clean Pete     |
| za. 11 juni | Walk off the Earth James Morrison Lianne La Havas Doe Maar Rammstein | Halestorm Skillet De Staat Puscifer                             | Lucas Hamming Matt Simons Nothing But Thieves Robin Schulz     | The Sore Losers Parquet Courts Noisia Lucky Fonz III                                | Madi Hermens   |
| zo. 12 juni | Douwe Bob John Newman Kygo Lionel Richie Paul McCartney              | Vintage Trouble All Time Low Bring Me the Horizon Skunk Anansie | St. Paul and The Broken Bones Jamie Lawson Tom Odell Balthazar | The London Souls Slaves Graveyard Waxfiend & Prime feat. Sevn Alias & Broederliefde | Midas          |

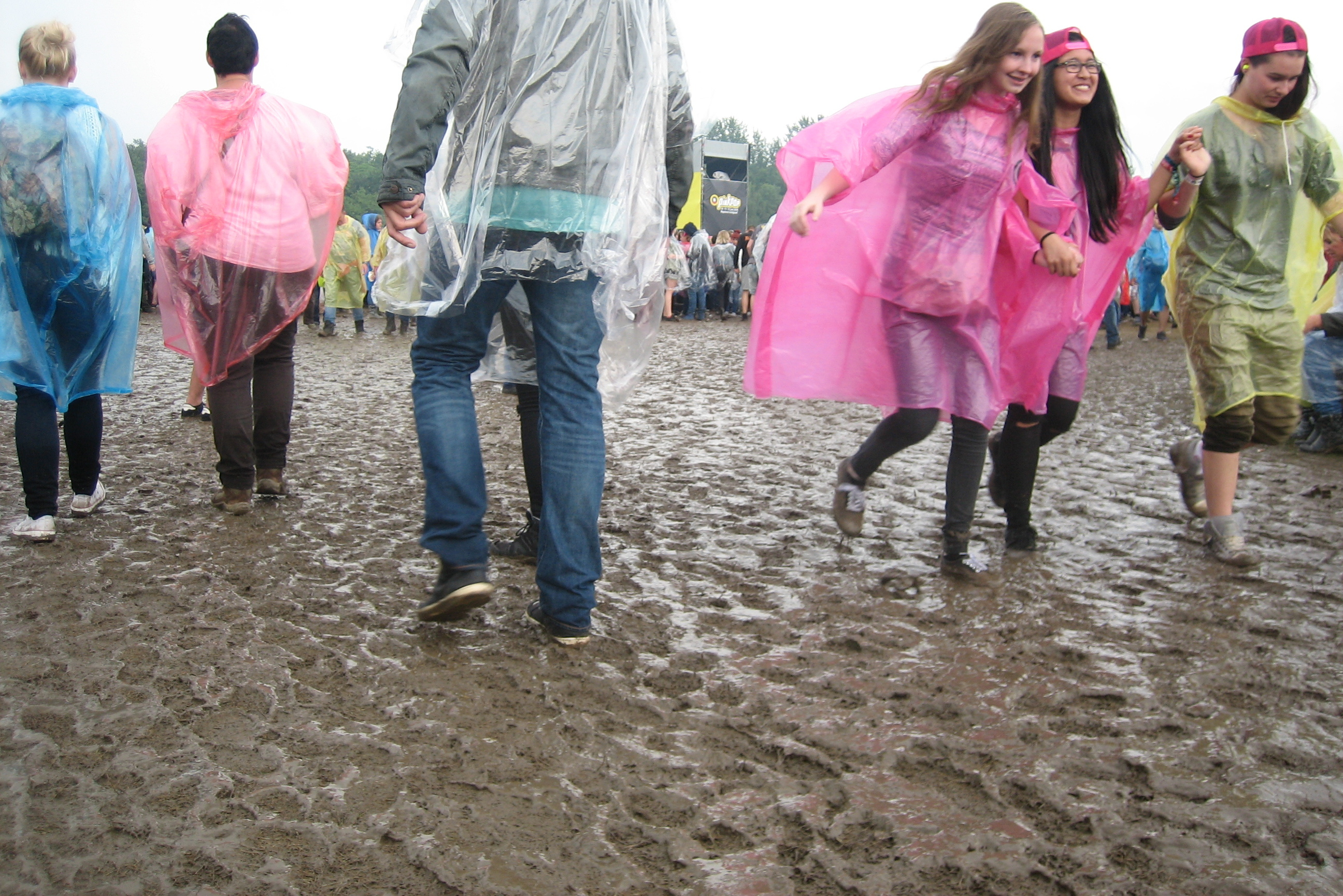
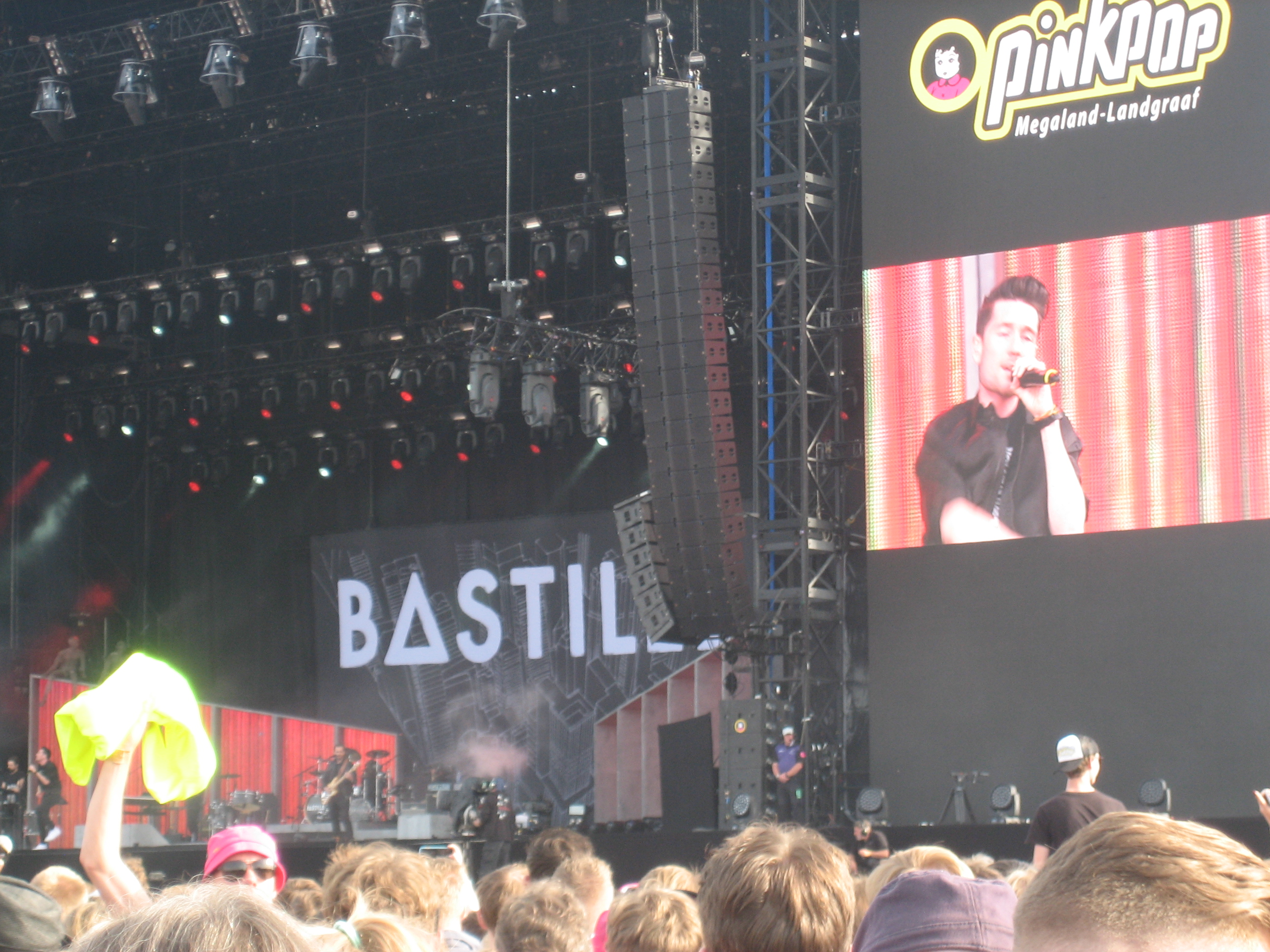
Bastille
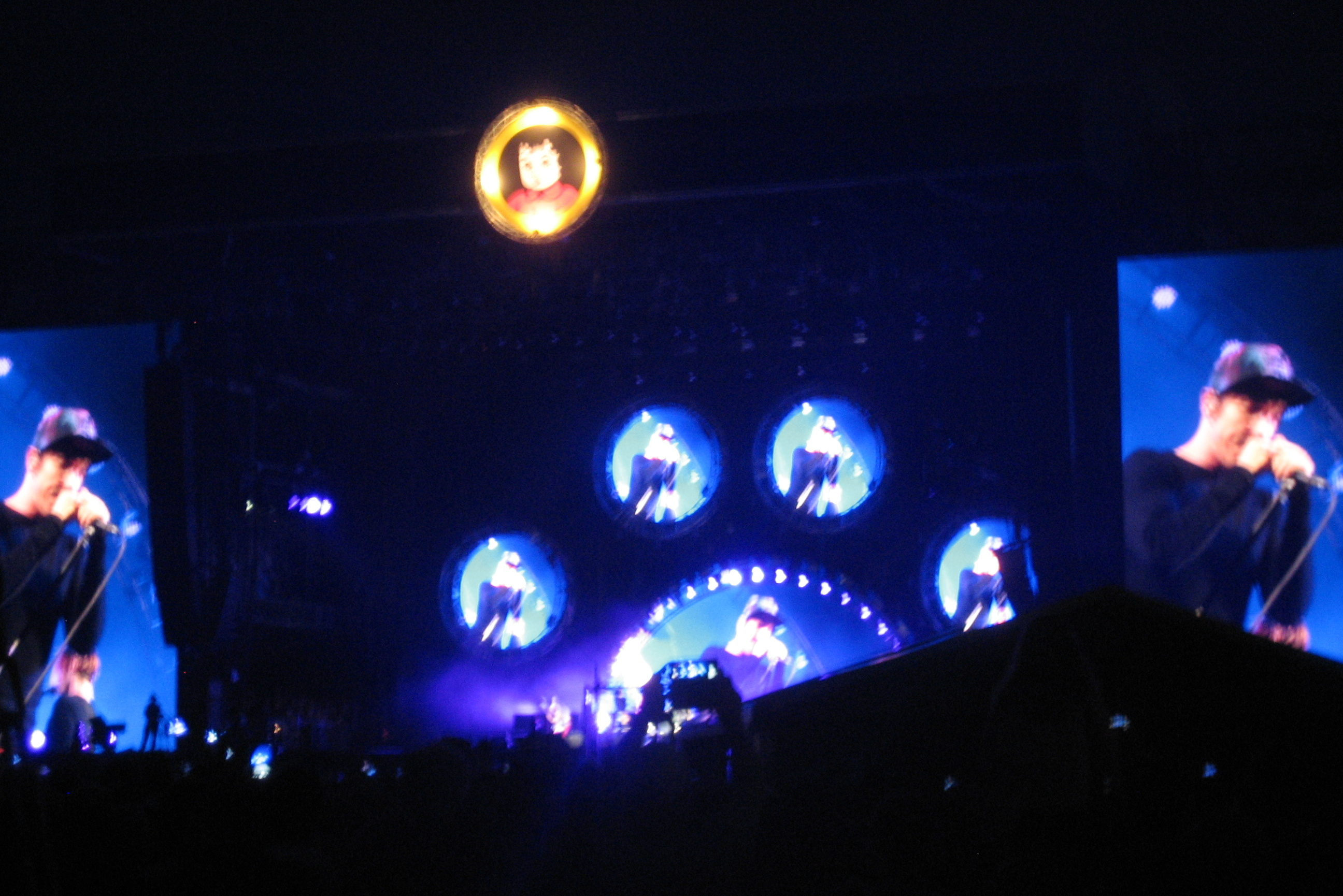
Red Hot Chili Peppers
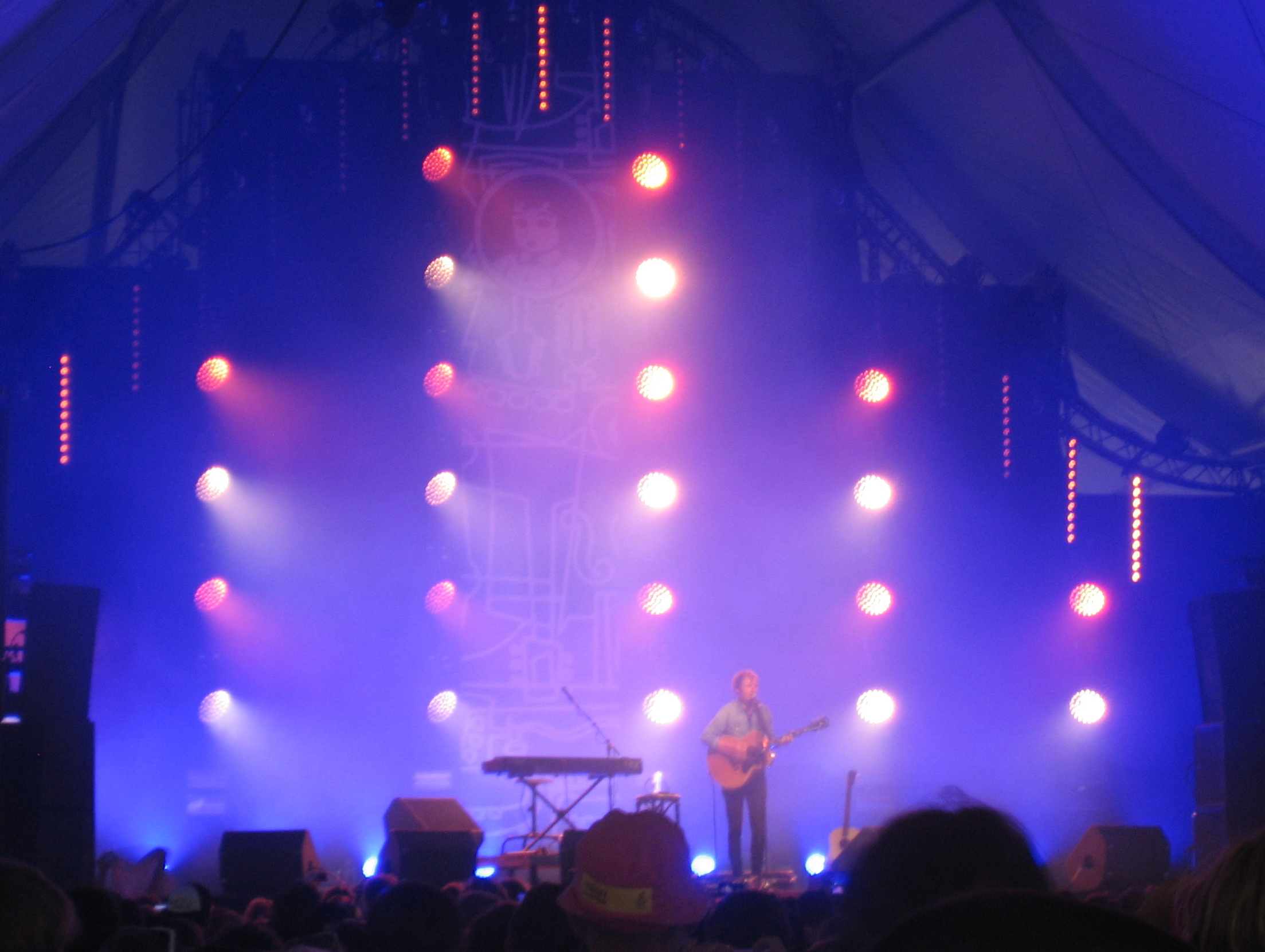
Lucky Fonz III
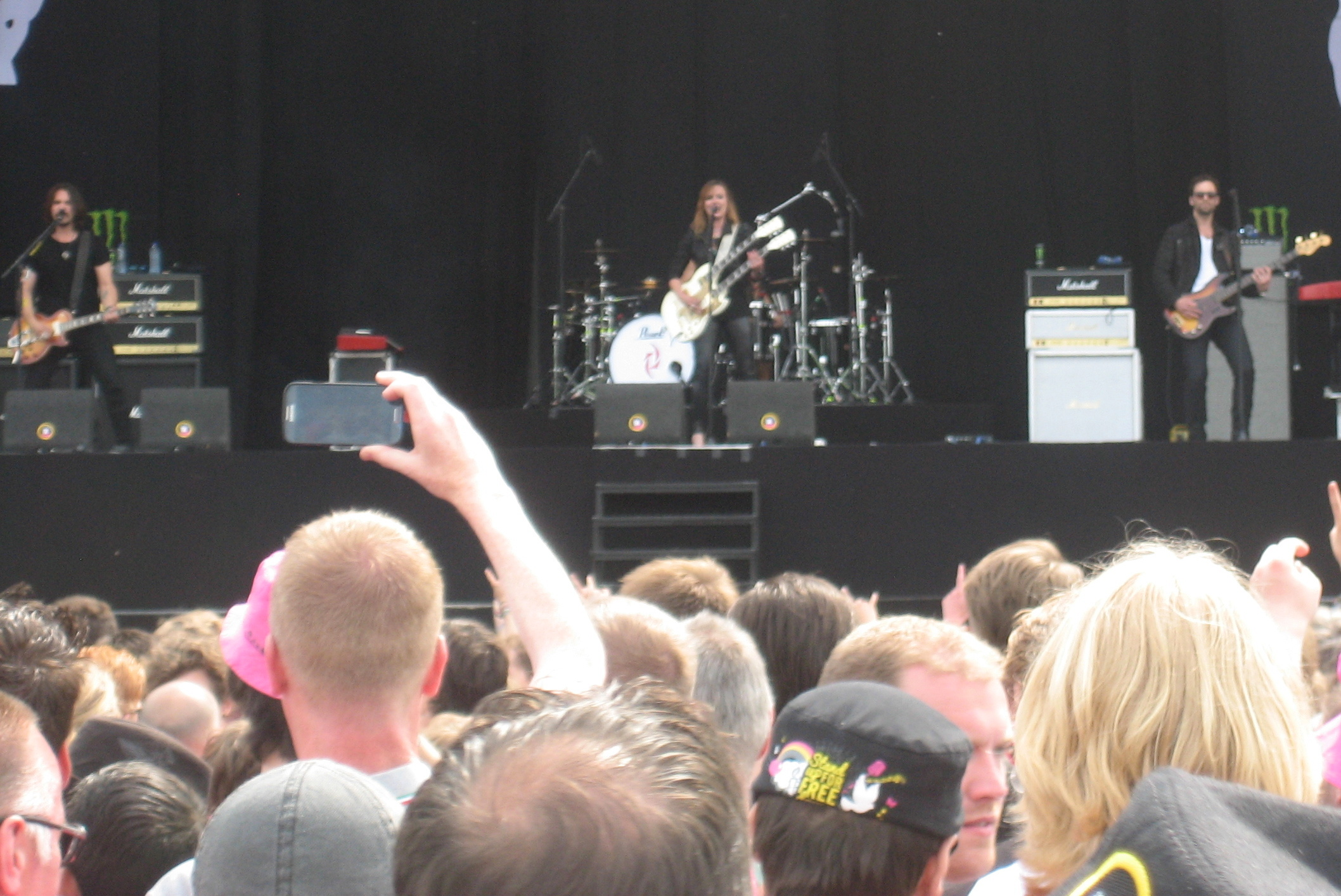
Halestorm
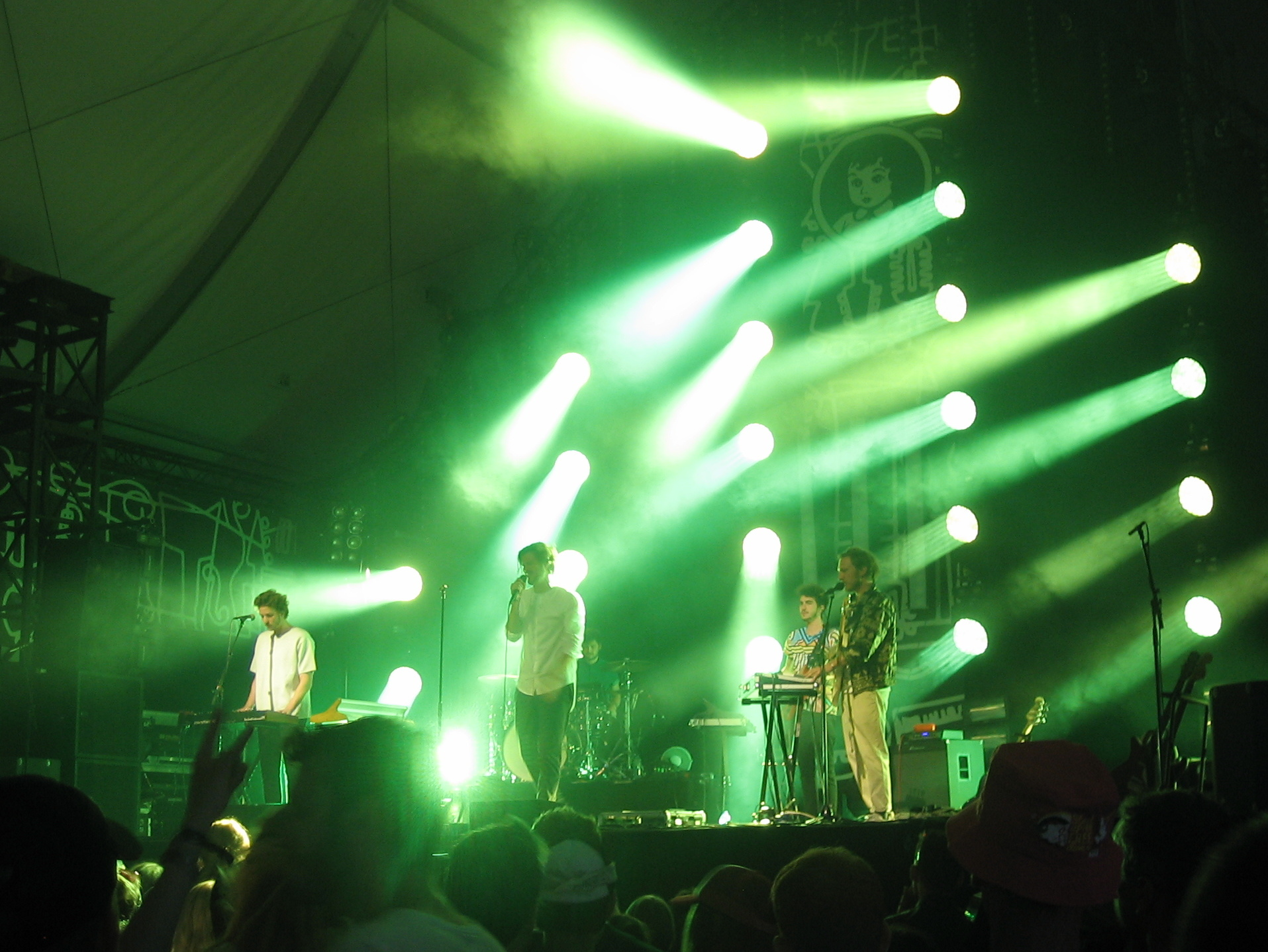
The Sore Losers
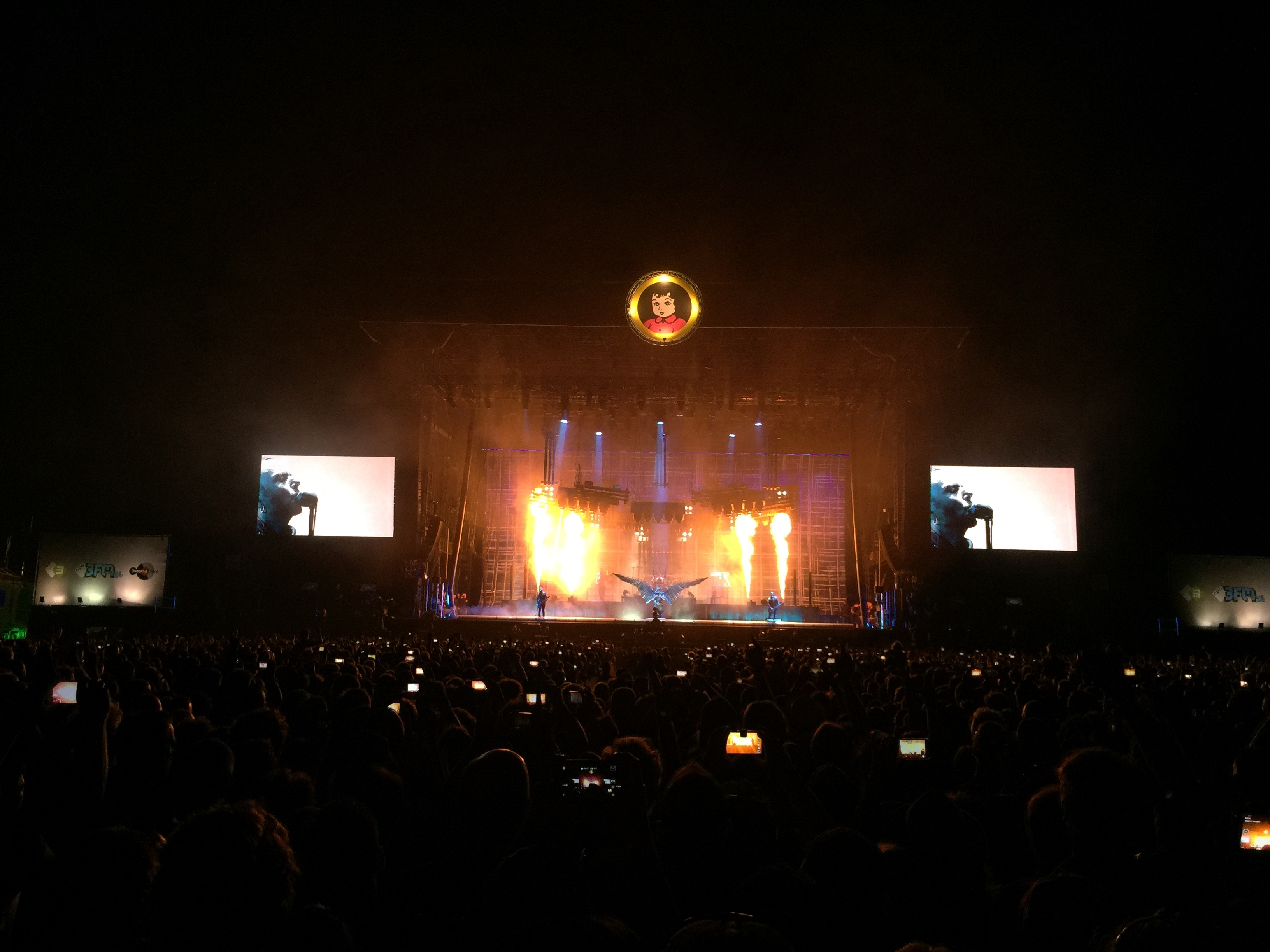
Rammstein
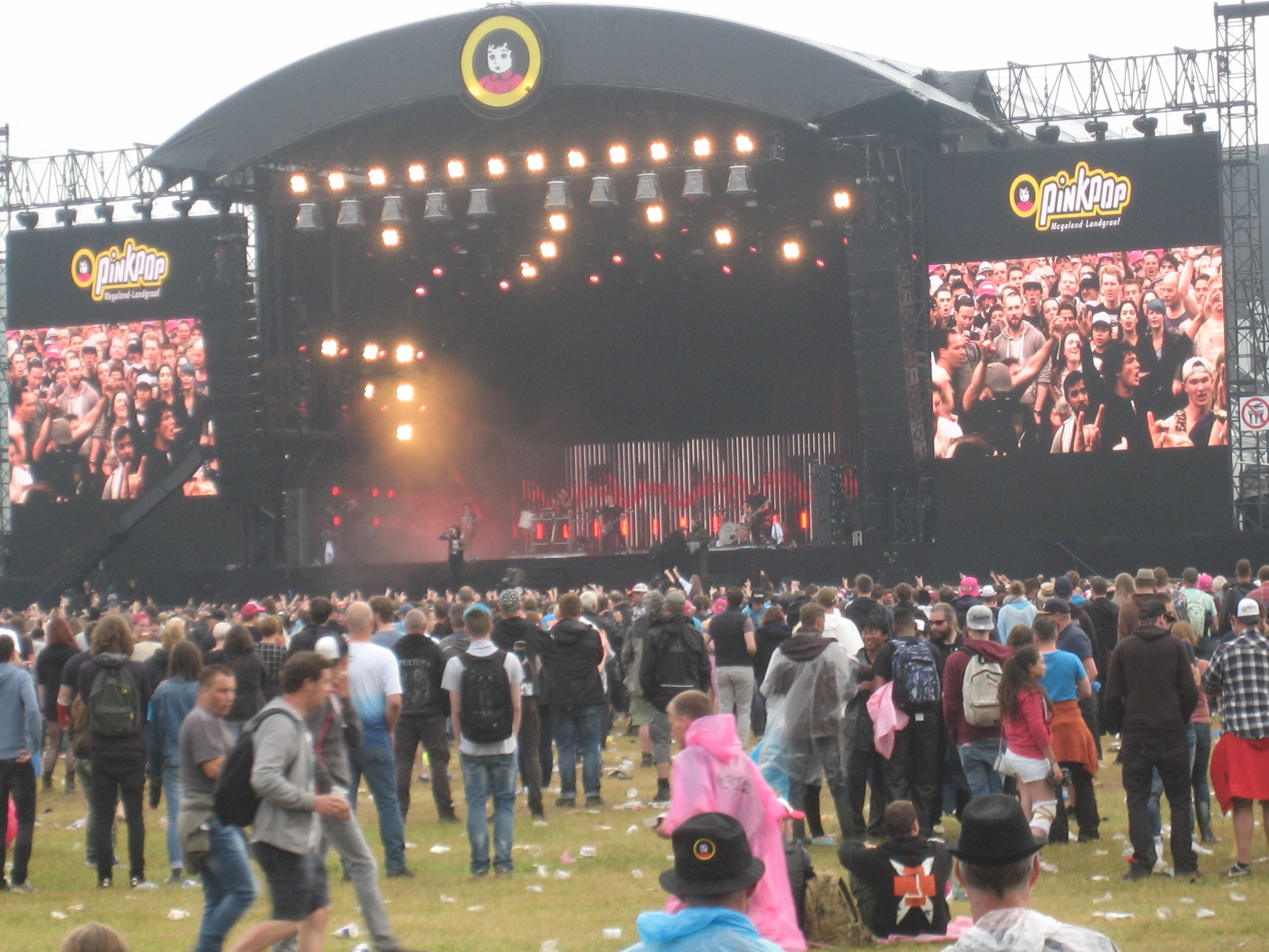
Bring Me the Horizon

In verband met stemproblemen van de zanger, werd het optreden van Ghost op zaterdag geannuleerd. De band De Staat, die ook al op vrijdag op Pinkpop speelde, verving Ghost op de 3FM Stage. Het optreden van dj's Waxfiend & Prime feat. Sevn Alias & Broederliefde op zondagavond op Stage 4 werd ingekort in verband met eventueel geluidsoverlast tijdens het gelijktijdige optreden van Paul McCartney.